# Vadura
Vadura ist eine Ortschaft in der politischen Gemeinde Pfäfers im Süden des Kantons St. Gallen im Wahlkreis Sarganserland. Sie bildet mit Pfäfers und St. Margrethenberg die Ortsgemeinde Pfäfers.
Vadura liegt auf der rechten Seite des Taminatals auf 957 Metern über Meer und zählt 65 Einwohner. Zu Vadura gehören die Weiler Bläs und Böden. Vadura wird im öffentlichen Verkehr von Bad Ragaz aus durch eine Postautolinie erschlossen. Die Kinder besuchen die Schule in Pfäfers. In Vadura liegt die Zentrale und das Ausgleichsbecken Mapragg der Kraftwerke Sarganserland.
Von 1855 bis ca. 1965 wurde bei Vadura Schiefer abgebaut. 1955 entstand in Vadura eine Bruder-Klaus-Kapelle, entworfen vom Churer Architekten Walther Sulser. In der Advents- und Fastenzeit werden die Flügel des Flügelaltars geschlossen.

## Bilder

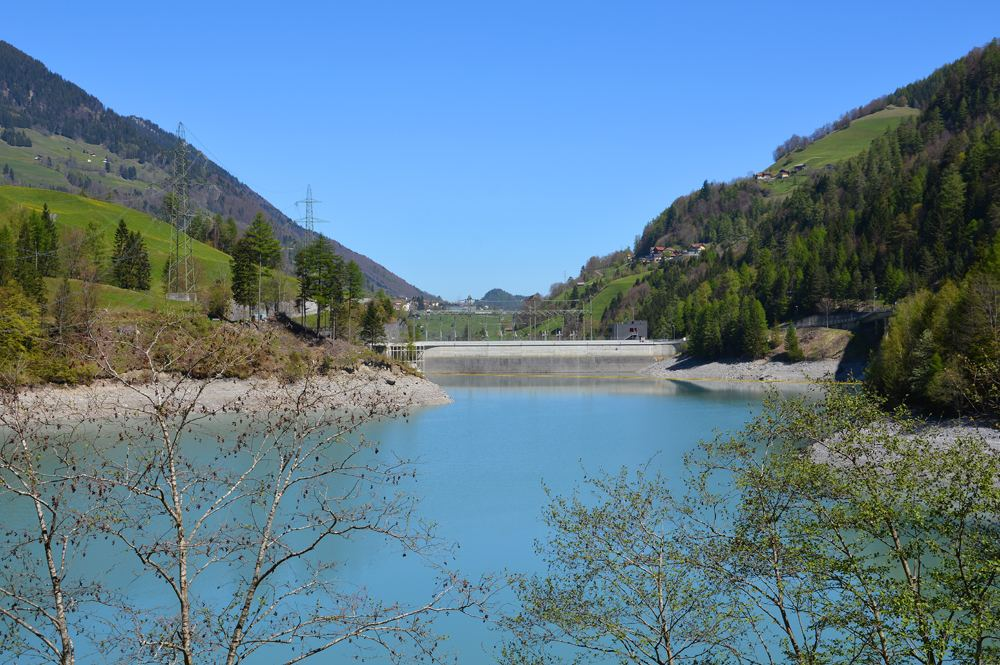
Mapragg-Stausee
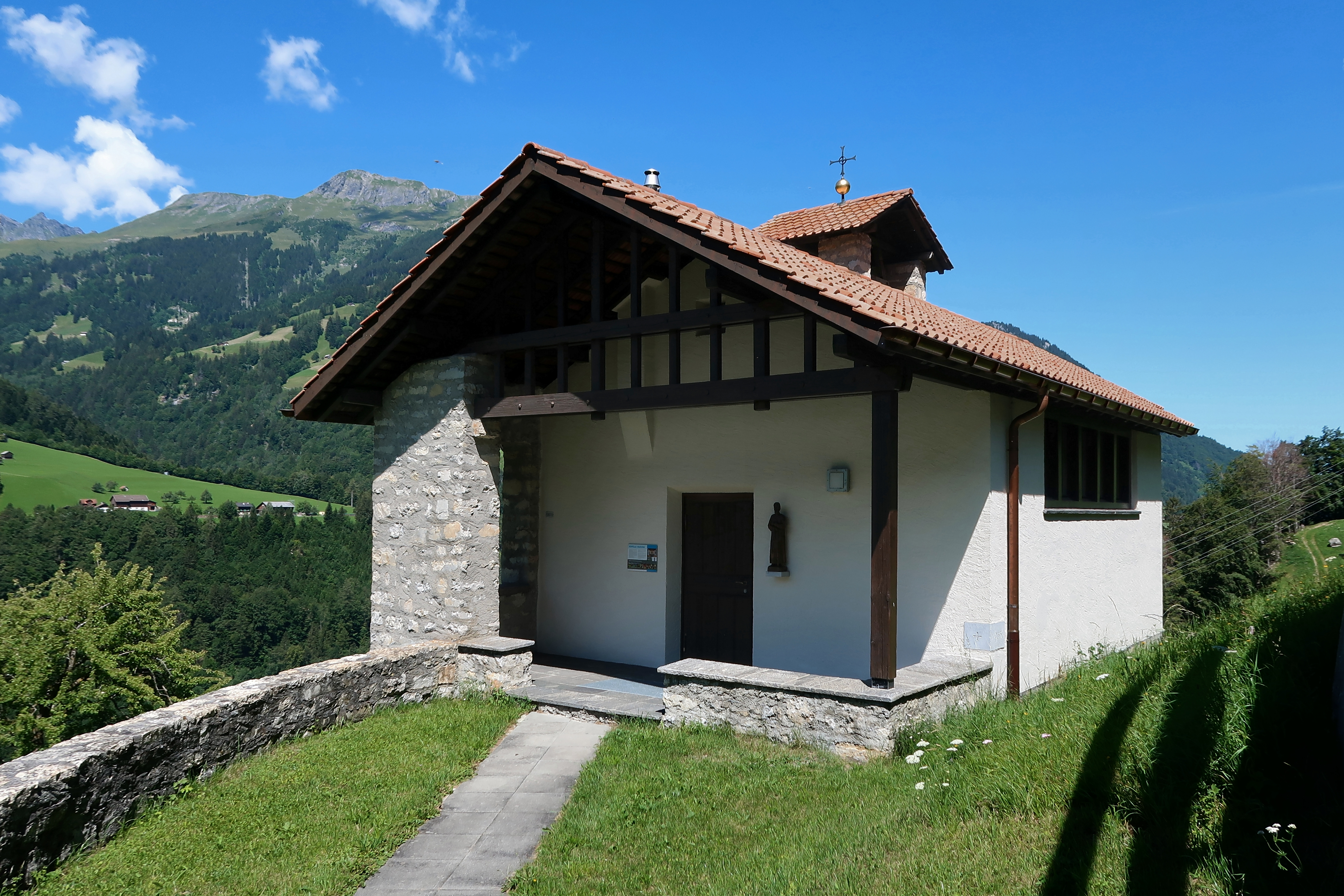
Bruder-Klaus-Kapelle